# مهر خاموش (مجموعه تلویزیونی)
مهر خاموش یک مجموعه تلویزیونی به کارگردانی سیروس مقدم و تهیه‌کنندگی رضا جودی محصول سال ۱۳۸۱ است. این مجموعه در ۱۷ قسمت ۴۵ دقیقه‌ای از شبکه پنج پخش شد.

## خلاصه داستان
داستان این سریال دربارهٔ دو شخصیت با نام‌های مسعود و پریسا است. آنها در دانشکده پزشکی تحصیل می‌کنند و در روزهای منتهی به پیروزی انقلاب اسلامی، با وجود اختلاف‌های شدید فکری و طبقاتی با هم ازدواج می‌کنند و مدتی بعد نیز صاحب دو فرزند با نامهای مهران و مینو می‌شوند.
با شروع جنگ ایران و عراق، مسعود به جبهه اعزام می‌شود و پریسا تحت فشار پدرش تصمیم می‌گیرد از ایران خارج شود. مسعود با این تصمیم پریسا مخالف است. درنهایت آنها از هم طلاق می‌گیرند و…

## بازیگران
- علی دهکردی در نقش مسعود نوریانی
- آتنه فقیه نصیری در نقش پریسا
- احمد آقالو در نقش کلانی
- مجید حاجی‌زاده در نقش مهران
- ملیکا زارعی در نقش مینو
- بیتا حیدری در نقش سودابه
- مهدی میامی در نقش عباسی
- فرشید زارعی‌فرد ر نقش ایرج
- رابعه اسکویی در نقش معصومه
- عباس امیری
- احمدرضا اسعدی
- مهدی میامی
- خاطره اسدی
- یکتا خاقانی
- مجید علم بیگی
- نسرین خسروانی
- عباس آقائی
- افسانه خشتی
- فریده گلشن